# Malley (métro de Lausanne)
Pour les articles homonymes, voir Malley.
Malley est une station de métro de la ligne M1 du métro de Lausanne, située avenue de Provence dans le quartier Sébeillon/Malley, à Lausanne, capitale du canton de Vaud. Elle dessert notamment le quartier environnant et le centre commercial situé juste au dessus.
Mise en service en 1991, c'est une station qui est partiellement accessible aux personnes à mobilité réduite.

## Situation sur le réseau
Établie à 422 mètres d'altitude, la station Malley est établie au point kilométrique (PK) 2,145 de la ligne M1 du métro de Lausanne, entre les stations Provence (direction Lausanne-Flon) et Bourdonnette (direction Renens-Gare) et, la ligne étant à voie unique, elle sert de point de croisement.

## Histoire
Comme toute la ligne, les travaux de construction de la station débutent en 1988 et elle est mise en service le 2 juin 1991, lors de l'ouverture à l'exploitation de la ligne M1. Son nom a pour origine le chemin de Malley qu'elle longe. C'est une station sur un seul niveau, située à l'extrémité d'une tranchée couverte.

## Service des voyageurs

### Accès et accueil
La station est construite au niveau du sol sous le centre commercial Malley, et est accessible soit depuis l'extrémité est de la trémie soit depuis un puits par deux escaliers côté ouest. Cette configuration ne nécessite ni ascenseurs ni escaliers mécaniques, mais ne lui permet d'être accessible aux personnes à mobilité réduite qu'en direction de Lausanne-Flon uniquement. Elle dispose de deux quais, encadrant les deux voies.

### Desserte
La station Malley est desservie tous les jours de la semaine, la ligne fonctionnant de 5 h 15 à 0 h 45 du matin (à partir de 5 h 50 les dimanches et fêtes) environ, par l'ensemble des circulations qui parcourent la ligne. Les fréquences varient entre 5 et 15 minutes selon le jour de la semaine,. La station est fermée en dehors des heures de service de la ligne.

### Intermodalité
Des correspondances sont possibles à distance avec les trains desservant la halte de Prilly-Malley, dont les lignes des CFF et du RER Vaud. Elle est desservie directement par les lignes de bus des TL 32 et 33, aux deux demi-arrêts Malley-Ouest et Malley-Nord.
La station est à la limite entre les zones 11 et 12 de la communauté tarifaire Mobilis.

### Encyclopédie spécialisée
- [DEHA97] Michel Dehanne, Michel Grandguillaume, Gérald Hadorn, Sébastien Jarne, Jean-Louis Rochaix et Annette Rochaix, Voies normales privées du Pays de Vaud, Lausanne, BVA, 1997 (ISBN 2-88125-010-6)